# José Luis Zalazar
José Luis Zalazar Rodríguez (Montevideo, 26 de octubre de 1963) es un exfutbolista uruguayo. Jugaba de mediocampista y su primer equipo fue Peñarol de Uruguay. Su pasaje más destacado fue jugando para el Albacete Balompié de España. Es padre también de los futbolistas Rodrigo Zalazar, Kuki Zalazar y Mauro Zalazar.

## Biografía
Comenzó su trayectoria en Peñarol de Montevideo (1981-1986), debutando a los 18 años de edad. En 1986 marchó a jugar a México con los Tecos de la Universidad Autónoma de Guadalajara y lograría ser campeón de goleo en la temporada 1986-87. Para la temporada 1987-88 pasó al Cádiz CF, donde consiguió 6 goles en 33 partidos. Más tarde regresaría a México una campaña más en 1988. Volvió a España para militar en el Espanyol desde 1989 a 1990.
Después de una campaña no muy exitosa en el conjunto 'periquito', llega al Albacete Balompié, donde vive su época dorada consiguiendo el ascenso, con 38 partidos y 15 goles. En el último partido de la temporada 1990-91, ante el Salamanca, consiguió los dos goles que llevaron al Albacete Balompié a la 1.ª División del fútbol español por primera vez en su historia.
Sus siguientes campañas en el 'queso mecánico' se saldaron con: 1991-1992, 38 partidos y 13 goles; 1992-1993, 36 partidos y 12 goles; 1993-1994, 31 partidos y 8 goles; 1994-1995, 37 partidos y 13 goles, 1995-1996, 38 partidos y 9 goles. Con este bagaje, Zalazar se convirtió en el jugador que más partidos ha disputado (180) y que más goles ha marcado (57) con el Albacete Balompié.
Después de su paso por España, regresó para jugar 2 temporadas en su país natal, Uruguay; primero con Nacional —clásico rival de Peñarol— y después con el Club Atlético Bella Vista. En 1998 regresa a España, donde parecía iba a retirarse con el Albacete Balompié en 1999, pero tras una temporada en blanco, en la temporada 2000-2001 volvió a la actividad con el Club Deportivo Quintanar del Rey de la Tercera División española. Se retira entonces a los 37 años. Su representante fue el empresario uruguayo Francisco "Paco" Casal, con quien siguió vinculado trabajando como agente en Europa luego de su retiro profesional.

## Selección de Uruguay
Zalazar fue internacional con la Selección de Uruguay en más de 40 ocasiones, debutando el 13 de junio de 1984 con la selección absoluta contra Inglaterra. Jugó la Copa Mundial de Fútbol de 1986 en México y las eliminatorias de USA en 1994 (que se jugaron el agosto de 1993). Su último partido con la selección fue el 19 de septiembre de 1993 contra Brasil.
Durante los 9 años que estuvo con la selección jugó 29 partidos, de los cuales ganó 15. Jugó un total de 1.745 minutos y marcó 4 goles.

## Participaciones selección sub-20
| Copa                      | Sede   | Resultado     | Partidos | Goles |
| ------------------------- | ------ | ------------- | -------- | ----- |
| Copa Mundial Juvenil 1983 | México | Primera Ronda | 4        | 1     |